# Saxifraga taygetea
Saxifraga taygetea là một loài thực vật có hoa trong họ Saxifragaceae. Loài này được Boiss. & Heldr. miêu tả khoa học đầu tiên năm 1849.